# بوب فوغل
بوب فوغل (بالإنجليزية: Bob Vogel)‏ هو لاعب كرة قدم أمريكية أمريكي، ولد في 23 سبتمبر 1941 في كولومبوس في الولايات المتحدة.

## وصلات خارجية
- بوب فوغل على موقع مرجع كرة القدم المحترفة.كوم (الإنجليزية)